# Dong Dong
Dong Dong (chiń. upr. 董栋; chiń. trad. 董棟; pinyin Dǒng Dòng; ur. 13 kwietnia 1989 r. w Zhengzhou) – chiński gimnastyk, złoty, srebrny i brązowy medalista olimpijski, dwukrotny złoty medalista World Games, dwunastokrotny mistrz świata, trzykrotny złoty medalista igrzysk azjatyckich.

## Kariera sportowa
Na letnich igrzyskach olimpijskich w Pekinie zdobył swój pierwszy medal olimpijski. W skokach na trampolinie zajął trzecie miejsce, tracąc do zwycięzcy Lu Chunlonga 0,3 pkt. Podczas następnych igrzyskach w Londynie w tej samej konkurencji został mistrzem olimpijskim, uzyskując w finale wynik 62,990 pkt. Cztery lata później na igrzyskach olimpijskich w Rio de Janeiro zdobył srebrny medal, przegrywając z Białorusinem Uładzisłauem Hanczarouem o 1,21 pkt.

## Osiągnięcia
| Rok  | Zawody               | Miasto         | Miejsce | Konkurencja              |
| ---- | -------------------- | -------------- | ------- | ------------------------ |
| 2008 | Igrzyska olimpijskie | Pekin          | 3.      | Trampolina indywidualnie |
| 2012 | Igrzyska olimpijskie | Londyn         | 1.      | Trampolina indywidualnie |
| 2016 | Igrzyska olimpijskie | Rio de Janeiro | 2.      | Trampolina indywidualnie |